# Вельке Дворани
Вельке Дворани (словац. Veľké Dvorany) — село, громада округу Топольчани, Нітранський край. Кадастрова площа громади — 7.75 км².
Населення 736 осіб (станом на 31 грудня 2019 року).

## Історія
Вельке Дворани згадуються 1156 року.

## Населення
| Рік:            | 1994. | 2004.    | 2014.   | 2024.   |
| --------------- | ----- | -------- | ------- | ------- |
| Кількість осіб: | 631   | 697      | 718     | 748     |
| Різниця:        |       | +10,45 % | +3,01 % | +4,17 % |

| Рік:            | 2023. | 2024.   |
| --------------- | ----- | ------- |
| Кількість осіб: | 742   | 748     |
| Різниця:        |       | +0,80 % |